# Федорівка (Первомайський район)
Фе́дорівка — село в Україні, у Врадіївській селищній громаді Первомайського району Миколаївської області. Населення становить 444 особи.

## Населення
Згідно з переписом УРСР 1989 року чисельність наявного населення села становила 474 особи, з яких 215 чоловіків та 259 жінок.
За переписом населення України 2001 року в селі мешкало 439 осіб.

### Мова
Розподіл населення за рідною мовою за даними перепису 2001 року:
| Мова       | Відсоток |
| ---------- | -------- |
| українська | 96,17 %  |
| молдовська | 2,93 %   |
| російська  | 0,68 %   |
| інші       | 0,22 %   |